# Інчешть (Пошага, Алба)
Інчешть, Інчешті (рум. Incești) — село у повіті Алба в Румунії. Входить до складу комуни Пошага.
Село розташоване на відстані 313 км на північний захід від Бухареста, 47 км на північний захід від Алба-Юлії, 42 км на південний захід від Клуж-Напоки.

## Населення
За даними перепису населення 2002 року у селі проживали 58 осіб, усі — румуни. Усі жителі села рідною мовою назвали румунську.